# Damas de azul

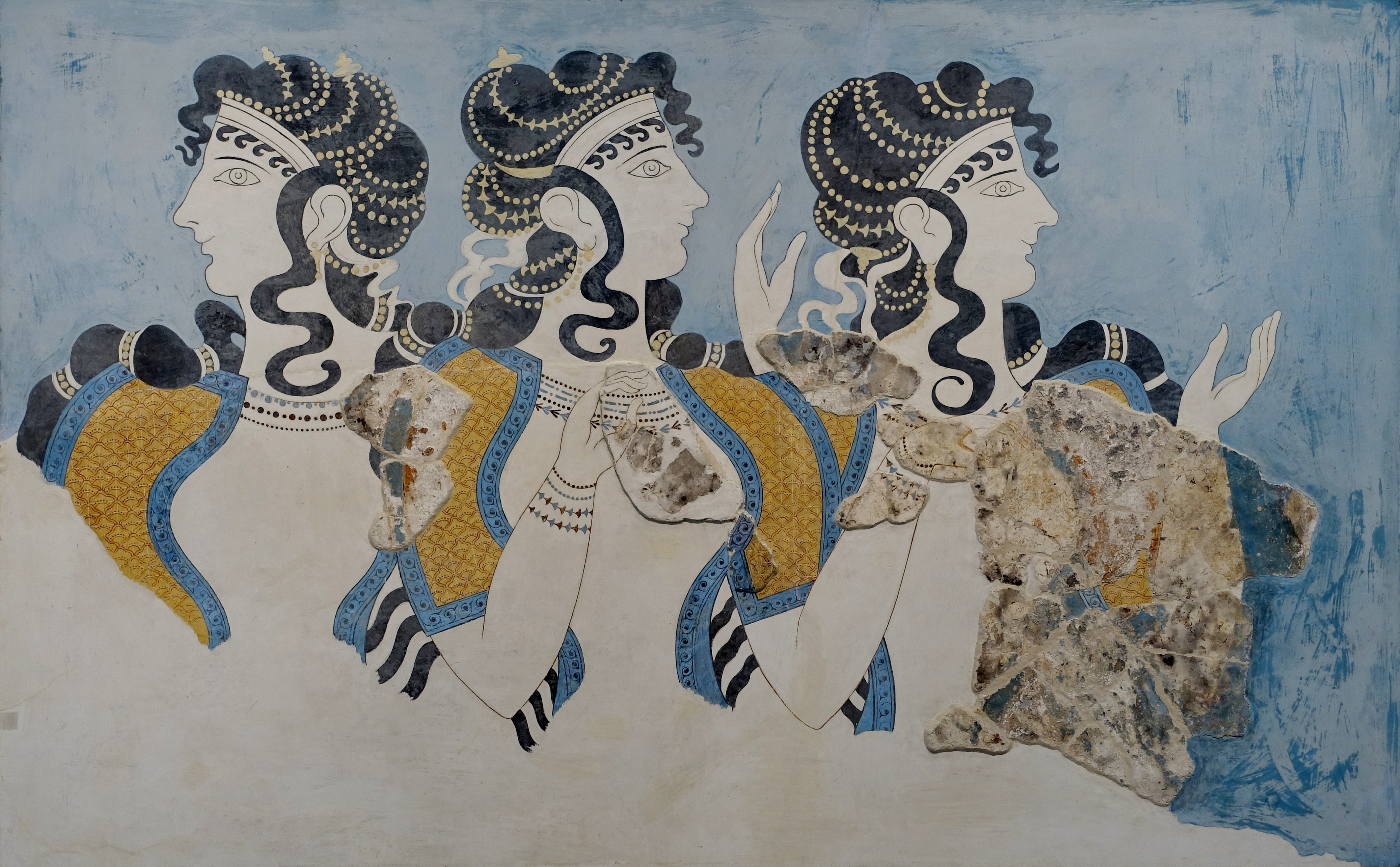
El fresco «Damas de azul», restaurado, donde se distinguen los fragmentos originales que se han conservado.

Damas de azul (en griego, Γαλάζιες Κυρίες) es el título que se ha dado a una pintura mural de la civilización minoica cuyos restos fueron descubiertos en el palacio de Cnosos durante las excavaciones que llevó a cabo Arthur Evans en 1901. Se conserva, muy restaurado, en el Museo Arqueológico de Heraclión.

## Descripción
Sobre fondo azul se representan, en tamaño natural, tres personajes femeninos que visten chaquetillas bordadas de color amarillo con bordes azules que dejan el pecho el descubierto. Los bordes tienen motivos en espiral. Los cabellos son oscuros, largos y con rizos; están sujetos con cintas. Las damas portan diversas joyas: cuentas en el pelo, collares en el cuello y brazaletes en las muñecas. La mano de una de las damas parece estar sosteniendo uno de los collares o jugando con él.
Se ha sugerido que las mujeres podrían ser sacerdotisas del palacio, participantes en una procesión o simplemente mujeres conversando.

## Ubicación y cronología
Los fragmentos de este fresco se hallaron en el ala oriental del palacio, en un corredor este-oeste, al norte del «almacén del pitoi del medallón», aunque se estima que procedían de un piso superior que se derrumbó. Por ello se ha deducido que se destruyó en el periodo Minoico Medio III B o en el Minoico Tardío IA, dentro de la Edad del Bronce.

## Restauraciones

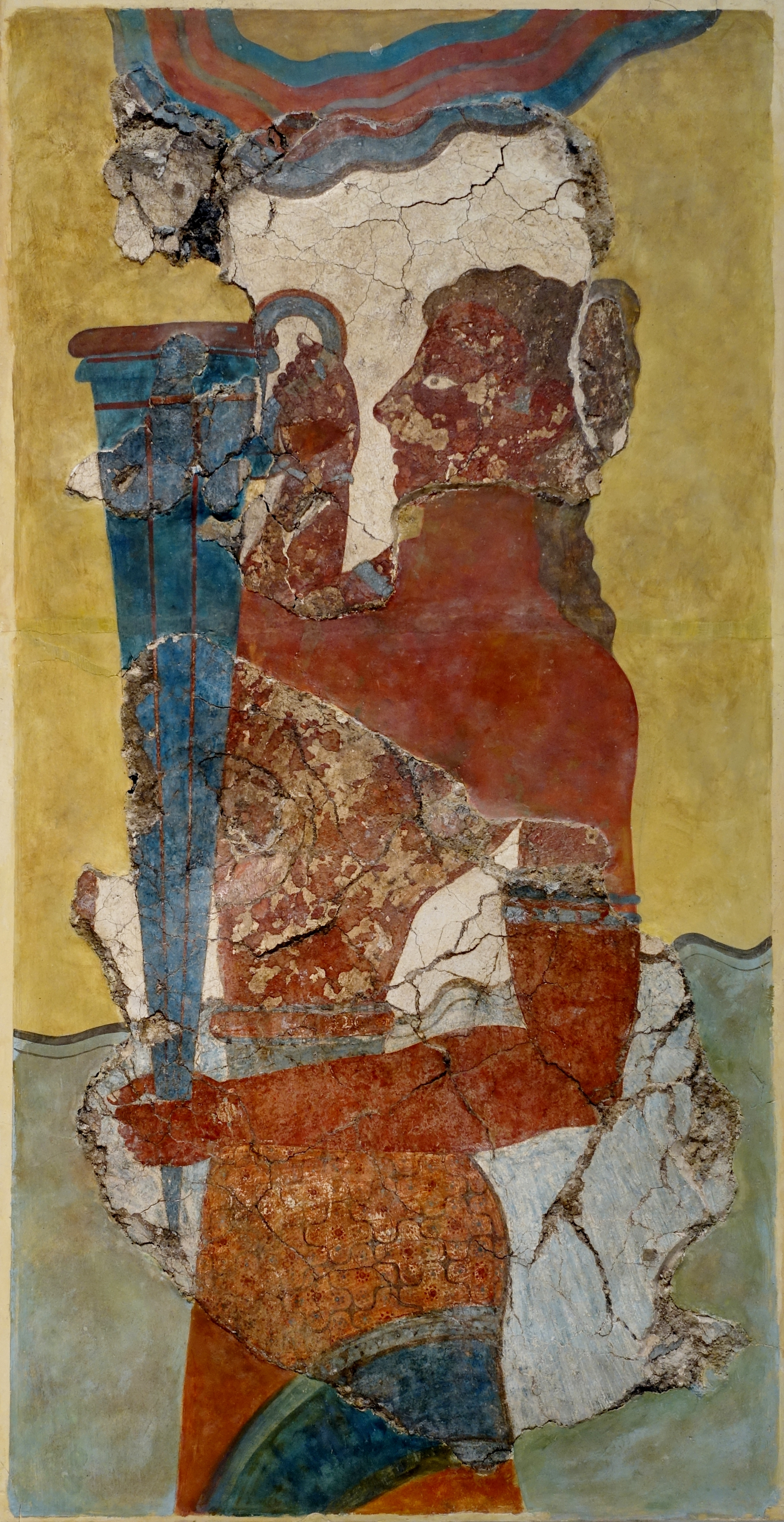
El «ritóforo», fragmento en el que se basó la restauración de los contornos de los rostros de las «Damas de azul».

Las restauraciones de este fresco han sido objeto de debate porque se duda de si se ajustan a la representación original debido a la escasez de los restos originales y a que la restauración parece presentar fuertes influencias de la estética de principios del siglo XX.
Una primera restauración fue ejecutada por Émile Gilliéron padre, que utilizó el «ritóforo» como modelo para la reconstrucción de los contornos de los rostros femeninos. Para otros detalles de las cabezas tomó como modelo fragmentos de otros frescos donde aparecían figuras femeninas, mientras que la postura de los cuerpos se basó en un fragmento de otra figura conocida como la «Dama de rojo». Un terremoto en 1926 provocó una serie de daños en la restauración y en 1927 fue restaurada de nuevo por Émile Gilliéron hijo. Se ha señalado que los fragmentos conservados no permiten con seguridad saber ni el número de mujeres que tenía el fresco, ni si estaban sentadas o de pie, o formaban parte de una procesión.